# XVIII Mistrzostwa Świata w Lataniu Precyzyjnym
XVIII Mistrzostwa Świata w Lataniu Precyzyjnym – zawody lotnicze Międzynarodowej Federacji Lotniczej (FAI) w lataniu precyzyjnym, organizowane w dniach 13-19 lipca 2008 w Ried im Innkreis w Austrii, razem z XVI Mistrzostwami Świata w Lataniu Rajdowym. Zwyciężyli w nich indywidualnie i zespołowo zawodnicy czescy, drugie miejsce indywidualnie oraz zespołowo zajęli Polacy.

## Uczestnicy
W zawodach sklasyfikowano 62 zawodników
z 13 państw: Czech (10), Polski (9), Austrii (9), Francji (6), Wielkiej Brytanii (6), Rosji (4), RPA (4),  Nowej Zelandii (3), Niemiec (3), Szwajcarii (3), Szwecji (2), Danii (2) i Słowenii (1). Po paru latach przerwy ponownie wzięła w mistrzostwach udział Nowa Zelandia.
Najpopularniejszym samolotem, używanym przez połowę zawodników, była Cessna 152 (31 zawodników), następnie Cessna 150 (16), Cessna 172 (6), dalej Glastar (2), Zlin Z-43 (2), Zlin Z-42 (1), 3Xtrim (1), Piper PA-18 (1), HB-23 (1) i Van's RV-7A (1) (liczby biorących udział samolotów były mniejsze, gdyż część zawodników korzystała z tych samych maszyn).
W skład polskiej ekipy wchodziło 9 zawodników:
- Michał Bartler – Cessna 152 SP-KCH
- Janusz Darocha – Cessna 152 SP-AKP
- Wacław Wieczorek – Cessna 152 SP-AKP
- Michał Wieczorek – Cessna 152 SP-KWW
- Bolesław Radomski – Cessna 152 SP-KCH
- Michał Osowski – Cessna 152 SP-AKO
- Jerzy Markiewicz – Cessna 152 SP-KWW
- Krzysztof Skrętowicz – 3Xtrim SP-YUD
- Zbigniew Chrząszcz – Cessna 152 SP-AKO

Kapitanem zespołu i trenerem reprezentacji był Andrzej Osowski.

## Przebieg
Zawody prowadzono na lotnisku Ried–Kirchheim (LOLK) koło miasta Ried im Innkreis. Od 7 lipca prowadzone były treningi. Uroczyste otwarcie zawodów miało miejsce 13 lipca 2008 w niedzielę. Konkurencje miały się rozpocząć od 15 lipca (testy nawigacyjne), 16 lipca planowano konkurencję lądowań, a 17 i 18 lipca konkurencje nawigacyjne, lecz z uwagi na złą pogodę program uległ zmianie i pierwszą konkurencję nawigacyjną rozegrano 16 lipca, a próby lądowania zostały przesunięte na kolejne dni.
W pierwszej konkurencji nawigacyjnej ("czerwonej") pierwsze miejsca zajęli Czesi Luboš Hájek (ze świetnym wynikiem tylko 12 punktów ujemnych) i Jiří Filip, dalej Słoweniec Robert Verbancic, a dalej zawodnicy polscy. Czołowe wyniki:
1. Luboš Hájek  Czechy – 12 pkt
2. Jiří Filip  Czechy – 66 pkt
3. Robert Verbančič  Słowenia – 82 pkt
4. Wacław Wieczorek  Polska – 85 pkt
5. Michał Bartler  Polska – 110 pkt
6. Michał Wieczorek  Polska – 113 pkt
7. František Cihlář  Czechy – 116 pkt
8. Janusz Darocha  Polska – 132 pkt
9. Jerzy	Markiewicz  Polska – 151 pkt

Drugą konkurencję nawigacyjną ("zieloną") rozegrano 18 lipca. Po niej na prowadzeniu pozostał Luboš Hájek, natomiast Jiří Filip utracił dobrą pozycję, tracąc 165 punktów. Wyniki drugiej próby:
1. Wacław	Wieczorek  Polska – 33 pkt
2. Robert Verbančič  Słowenia – 47 pkt
3. Michal Filip  Czechy – 48 pkt
4. Krzysztof Skrętowicz  Polska – 51 pkt
5. Luboš Hájek  Czechy – 76 pkt
6. Petr Opat  Czechy – 84 pkt
7. Wolfgang Schneckenreither  Austria – 92 pkt
8. Zbigniew Chrząszcz  Polska – 97 pkt
9. Michał Bartler  Polska – 106 pkt

19 lipca rano ukończono próby lądowań. Mistrzem świata w precyzyjnym lądowaniu został Hans Gutmann z Austrii. Oprócz Michała Wieczorka (syn Wacława Wieczorka), który zajął drugie miejsce, większość polskich zawodników pogorszyła w tej próbie swoje pozycje w stosunku do czołówki Czechów (J. Darocha – 53 pkt, W. Wieczorek – 55 pkt, M. Bartler – 68 pkt). Czołowe wyniki konkurencji  lądowań:
1. Hans Gutmann  Austria – C-152 – 12 pkt
2. Michał Wieczorek  Polska – C-152 – 17	pkt
3. Werner Unold  Szwajcaria – C-152 – 17 pkt
4. Patrick Bats  Francja – C-152 – 19 pkt
5. Daroish Kraidy  Nowa Zelandia – C-150 – 20 pkt
6. Petr Opat  Czechy – C-152 – 22 pkt
7. Luboš Hájek  Czechy – C-152 – 22 pkt
8. Jiří Jakeš  Czechy – C-152 – 25 pkt
9. Michal Filip  Czechy – C-152 – 27 pkt

19 lipca miało też miejsce ustalenie końcowych wyników oraz rozdanie nagród. 

## Wyniki
Indywidualnie:
| #   | Pilot             | Państwo  | Typ samolotu i numer rej. | Punkty karne za: nawigację + rozpoznanie + lądowania = ogółem | Punkty karne za: nawigację + rozpoznanie + lądowania = ogółem | Punkty karne za: nawigację + rozpoznanie + lądowania = ogółem | Punkty karne za: nawigację + rozpoznanie + lądowania = ogółem |
| 1.  | Luboš Hájek       | Czechy   | Cessna 152 OK-NAV         | 18                                                            | 70                                                            | 22                                                            | = 110                                                         |
| 2.  | Wacław Wieczorek  | Polska   | Cessna 152 SP-AKP         | 78                                                            | 40                                                            | 55                                                            | = 173                                                         |
| 3.  | Robert Verbančič  | Słowenia | Cessna 152 S5-DMI         | 89                                                            | 40                                                            | 61                                                            | = 190                                                         |
| 4.  | Michal Filip      | Czechy   | Cessna 152 OK-IKH         | 60                                                            | 140                                                           | 27                                                            | = 227                                                         |
| 5.  | Michał Wieczorek  | Polska   | Cessna 152 SP-KWW         | 157                                                           | 80                                                            | 17                                                            | = 254                                                         |
| 6.  | Petr Opat         | Czechy   | Cessna 152 OK-NAV         | 93                                                            | 160                                                           | 22                                                            | = 275                                                         |
| 7.  | Michał Bartler    | Polska   | Cessna 152 SP-KCH         | 96                                                            | 120                                                           | 68                                                            | = 284                                                         |
| 8.  | František Cihlář  | Czechy   | Cessna 152 OK-IKC         | 132                                                           | 140                                                           | 42                                                            | = 314                                                         |
| 9.  | Janusz Darocha    | Polska   | Cessna 152 SP-AKP         | 197                                                           | 80                                                            | 53                                                            | = 330                                                         |
| 10. | Bolesław Radomski | Polska   | Cessna 152 SP-KCH         | 231                                                           | 130                                                           | 42                                                            | = 403                                                         |

Pozostałe miejsca polskich zawodników:
| #   | Pilot                | Państwo | Typ samolotu i nr rej. | Punkty karne za: nawigację + rozpoznanie + lądowania = ogółem | Punkty karne za: nawigację + rozpoznanie + lądowania = ogółem | Punkty karne za: nawigację + rozpoznanie + lądowania = ogółem | Punkty karne za: nawigację + rozpoznanie + lądowania = ogółem |
| 16. | Michał Osowski       | Polska  | Cessna 152 SP-AKO      | 201                                                           | 120                                                           | 89                                                            | = 510                                                         |
| 24. | Jerzy Markiewicz     | Polska  | Cessna 152 SP-KKW      | 150                                                           | 200                                                           | 254                                                           | = 604                                                         |
| 35. | Krzysztof Skrętowicz | Polska  | 3Xtrim SP-YUD          | 741                                                           | 60                                                            | 90                                                            | = 891                                                         |
| 45. | Zbigniew Chrząszcz   | Polska  | Cessna 152 SP-AKO      | 1135                                                          | 130                                                           | 34                                                            | = 1299                                                        |

Zespołowo:
1. Czechy  – 612 pkt karnych
  1. Luboš Hájek – 110 pkt, #1
  2. Michal Filip – 227 pkt, #4
  3. Petr Opat – 275 pkt, #6
2. Polska  – 711 pkt 
  1. Wacław Wieczorek – 173 pkt, #2
  2. Michał Wieczorek – 254 pkt, #5
  3. Michał Bartler – 284 pkt, #7
3. Francja  – 1538 pkt
  1. Patrick Bats – 429 pkt, #12
  2. Eric Daspet – 505 pkt, #15
  3. David Le Gentil – 604 pkt, #23
4. Austria – 1849 pkt
  1. Anton Tonninger, jr. – 565 pkt, #18
  2. Wolfgang Schneckenreither – 596 pkt, #22
  3. Paul Szameitat – 688, #28
5. Szwajcaria – 3348 pkt
6. Niemcy – 3562 pkt
7. Wielka Brytania – 3944 pkt
8. Rosja – 4212 pkt
9. Południowa Afryka – 5125 pkt
10. Nowa Zelandia – 6590 pkt